# Haïtiaanse Eenheidsmarkt
De Haïtiaanse Eenheidsmarkt of Mâche Unité is een markt In Paramaribo van de Agro Coöperatie Haïtiaanse Agrariërs in Suriname.
De markt werd op 14 juli 2017 geopend ter gelegenheid van het 40-jarig jubileum van de aankomst van de eerste Haïtiaanse migranten naar Suriname in 1977. Daarnaast wilde districtscommissaris (dc) Mike Nerkust de situatie veranderen waarin Haïtiaanse verkopers met manden op hun hoofd hun waren in de straten verkochten. De markt wordt eenheidsmarkt genoemd omdat ze niet exclusief bestemd is voor Haïtianen maar ook voor andere bevolkingsgroepen. De totstandkoming gebeurde met ondersteuning van dc Sarwankoemar Ramai van Wanica.
De openingsceremonie werd verricht door onder meer de onthulling van een naambord door Haïtiaans consul Alex Jospitre, minister Edgar Dikan van Regionale Ontwikkeling, coöperatielid Simon Manicel en de marktmeester van de Centrale Markt. Ten tijde van de coronacrisis in Suriname was de markt omgevormd naar een drive-tru.
Haïtianen zijn in Suriname vooral werkzaam in de landbouw. De producten op de markt bestaan met name uit aardvruchten, fruit en peper.
In 2021 raakten twee auto's nabij de markt met elkaar in botsing en reden de markt op. Twee verkopers raakten gewond en werden per ambulance naar het ziekenhuis vervoerd.

## Galerij
| Haïtiaanse Eenheidsmarkt in 2017 |
| Haïtiaanse Eenheidsmarkt in 2017 |